# 디센트: Part 2
《디센트: Part 2》(영어: The Descent Part 2)는 2009년 개봉한 영국의 모험 공포 영화이다. 2005년 영화 《디센트》의 후속작이다.
런던과 서리주에서 촬영된 이 작품은 2009년 12월 2일 영국 영화관에서 개봉되었으며, 미국에서는 2010년 4월 27일 DVD로 곧바로 출시되었다.

## 줄거리
전편의 사건 이후 충격과 기억 상실에 시달리는 세라가 동굴에서 탈출한다. 병원에서 세라의 몸에 묻은 피의 일부가 실종된 친구 주노의 혈액형과 일치한다는 사실이 발견되자 보안관과 보안관보는 동굴 전문가들을 투입하고 세라까지 동행하여 실종자 수색에 나선다. 수색 중 세라는 과거 기억을 떠올리며 혼란스러워하고, 보안관은 세라를 실종 사건 용의자로 의심한다.
수색팀이 동굴을 탐험하던 중 세라는 갑자기 폭력적으로 변해 도망치고, 팀은 뿔뿔이 흩어진다. 붕괴 사고로 한 팀원이 갇히고, 다른 팀원들은 다른 길로 합류하려다 뼈 무덤에서 실종자들의 비디오 카메라를 발견한다. 이들은 영상을 통해 실종자들이 괴생명체 '크롤러'에게 공격당한 사실을 알게 되고, 가까이에서 이를 엿듣고 있던 세라의 기억도 되돌아온다. 크롤러는 소리에 민감하게 반응하기에 팀원들은 소리를 내지 않으려고 조심하며 이동한다.
팀원들은 크롤러에게 한 명씩 희생된다. 갇혀있던 한 명은 탈출하지만 곧 죽임을 당하고, 다른 한 명은 동료를 살리기 위해 희생한다. 생존자들은 크롤러에게 공격당하던 중 살아있는 주노를 발견하고 충격에 빠진다. 주노는 세라에게 복수심을 느끼지만, 주노를 구하려고 이곳에 자신들을 데려온 게 세라라고 보안관보가 거짓말을 하자 일단은 함께한다.
주노는 크롤러들이 먹이를 구하러 지상으로 드나드는 통로가 있다며 일행을 안내한다. 보안관은 세라가 주노를 버렸듯이 자신을 버리지 않도록 수갑으로 세라의 손을 자신의 손과 연결한다. 그러나 보안관이 추락할 위기에 처하고 크롤러가 몰려들자 주노는 세라를 살리기 위해 보안관보에게 보안관의 손을 자르라고 명령한다. 
세라와 주노, 보안관보는 출구에 다다르지만 거대 크롤러가 이끄는 무리와 맞닥뜨린다. 결국 주노는 치명상을 입고 죽고, 세라는 보안관보가 탈출할 수 있도록 크롤러들의 시선을 돌린다. 보안관보는 동굴 밖으로 탈출하지만 늙은 광부 에드에게 공격당해 정신을 잃고, 에드는 보안관보를 다시 동굴 앞에 데려다놓는다. 보안관보가 다시 정신을 차릴 때 쯤 피투성이 크롤러가 나타나 동굴에서 팔을 뻗는 장면으로 영화는 끝이 난다. 

## 출연
- 쇼나 맥도널드 - 세라 카터 역
- 내털리 멘도자 - 주노 역
- 더글러스 호지 - 댄 역
- 크리스틴 커밍스 - 리오스 보안관보 역
- 개븐 오헐리히 - 베인스 보안관 역
- 조시 댈러스 - 그레그 역
- 애나 스켈런 - 캐스 역
- 마이클 J. 레이놀즈 - 에드 오즈월드 역
- 뮈안나 부링 - 샘 역
- 사스키아 뮐더르 - 리베카 역
- 앨릭스 리드 - 베스 역
- 노라제인 눈 - 홀리 역
- 액설 캐럴린
- 맥 맥도널드

## 기타 제작진
- 공동 제작: 폴 리치
- 배역: 게일 스티븐스
- 미술: 사이먼 볼스
- 의상: 낸시 톰프슨
- 세트: 클레어 리처즈